# Минэяма (княжество)

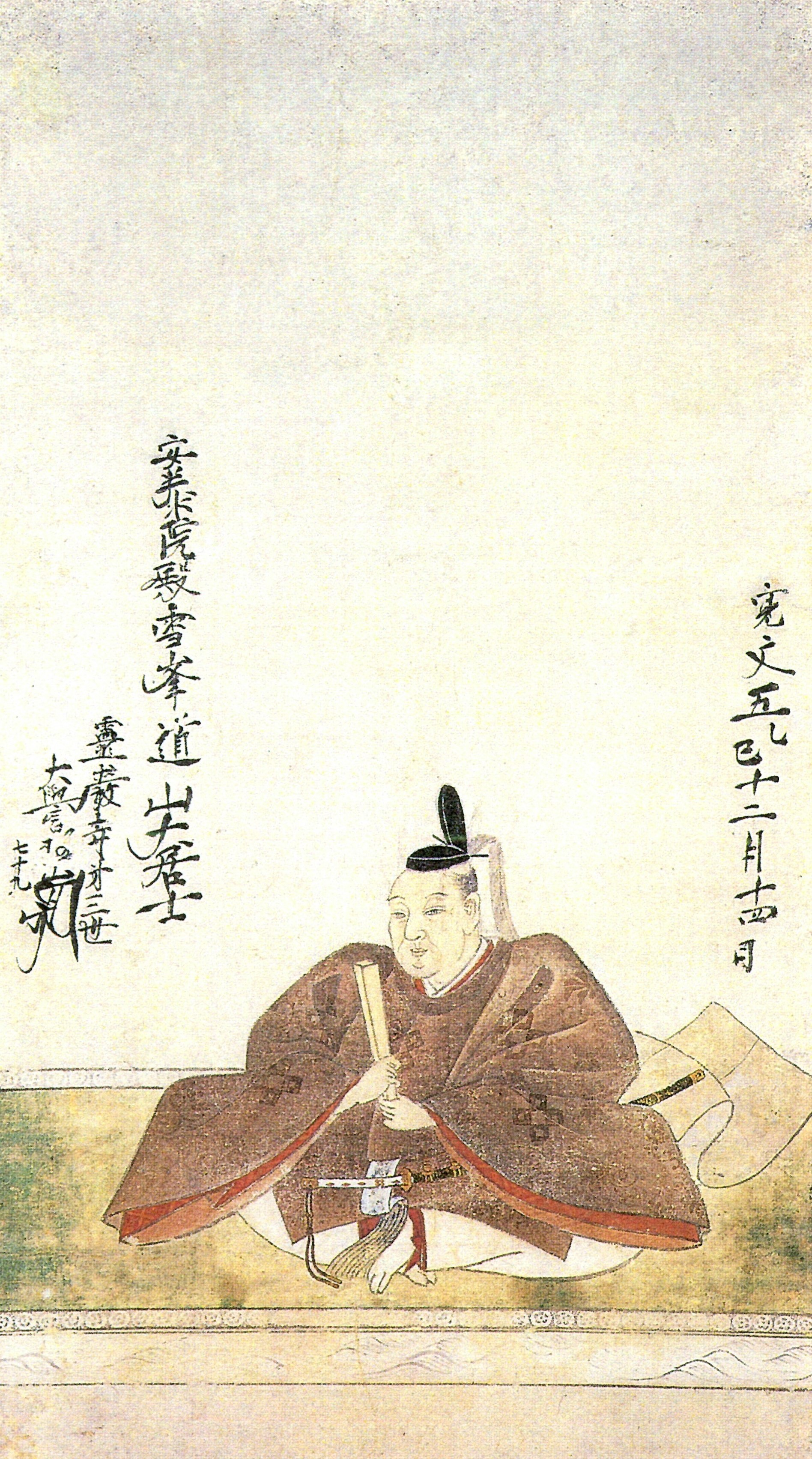
Кёгоку Тадамити, 1-й даймё Минэяма-хана

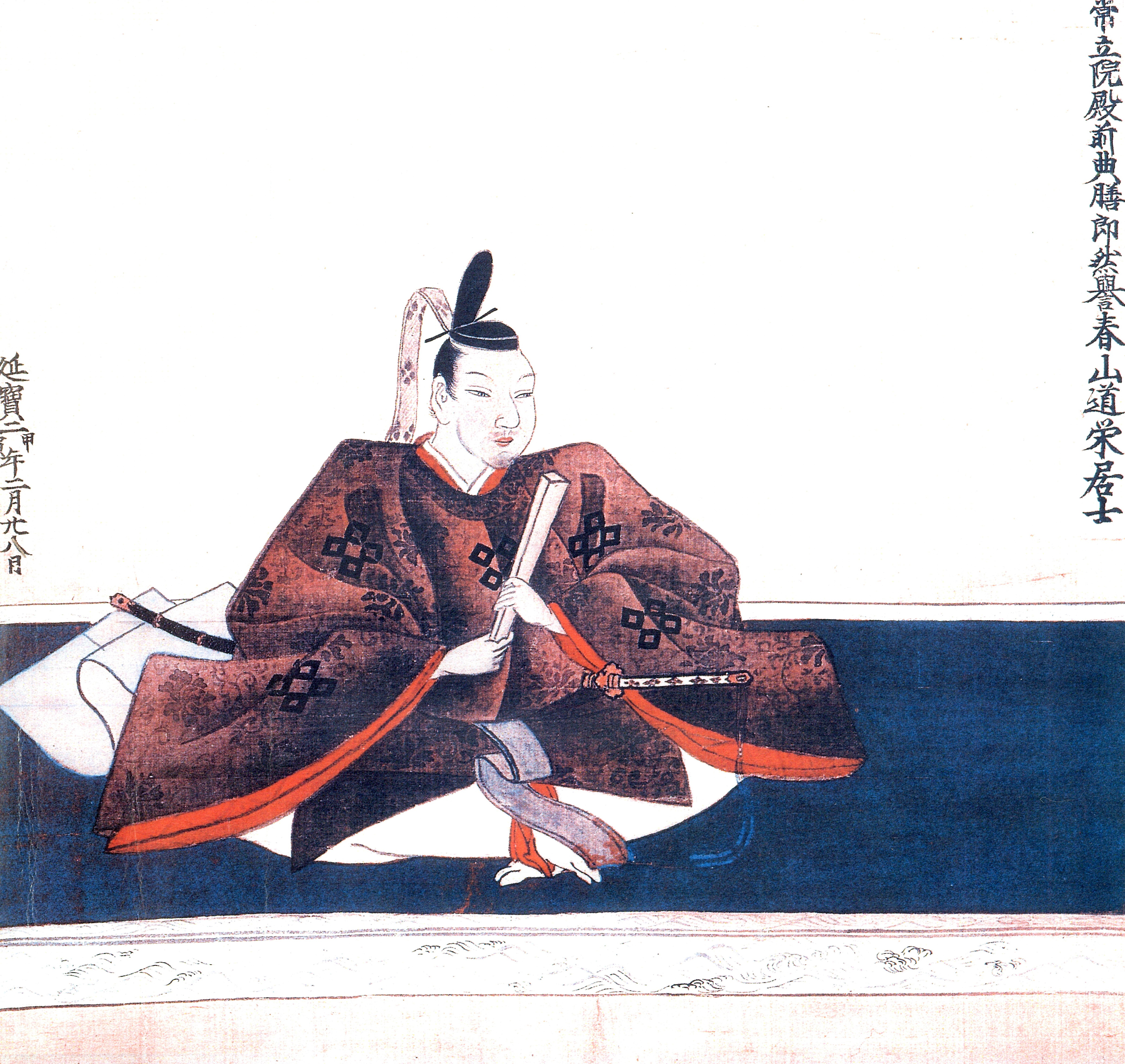
Кёгоку Такатомо, 2-й даймё Минэяма-хана

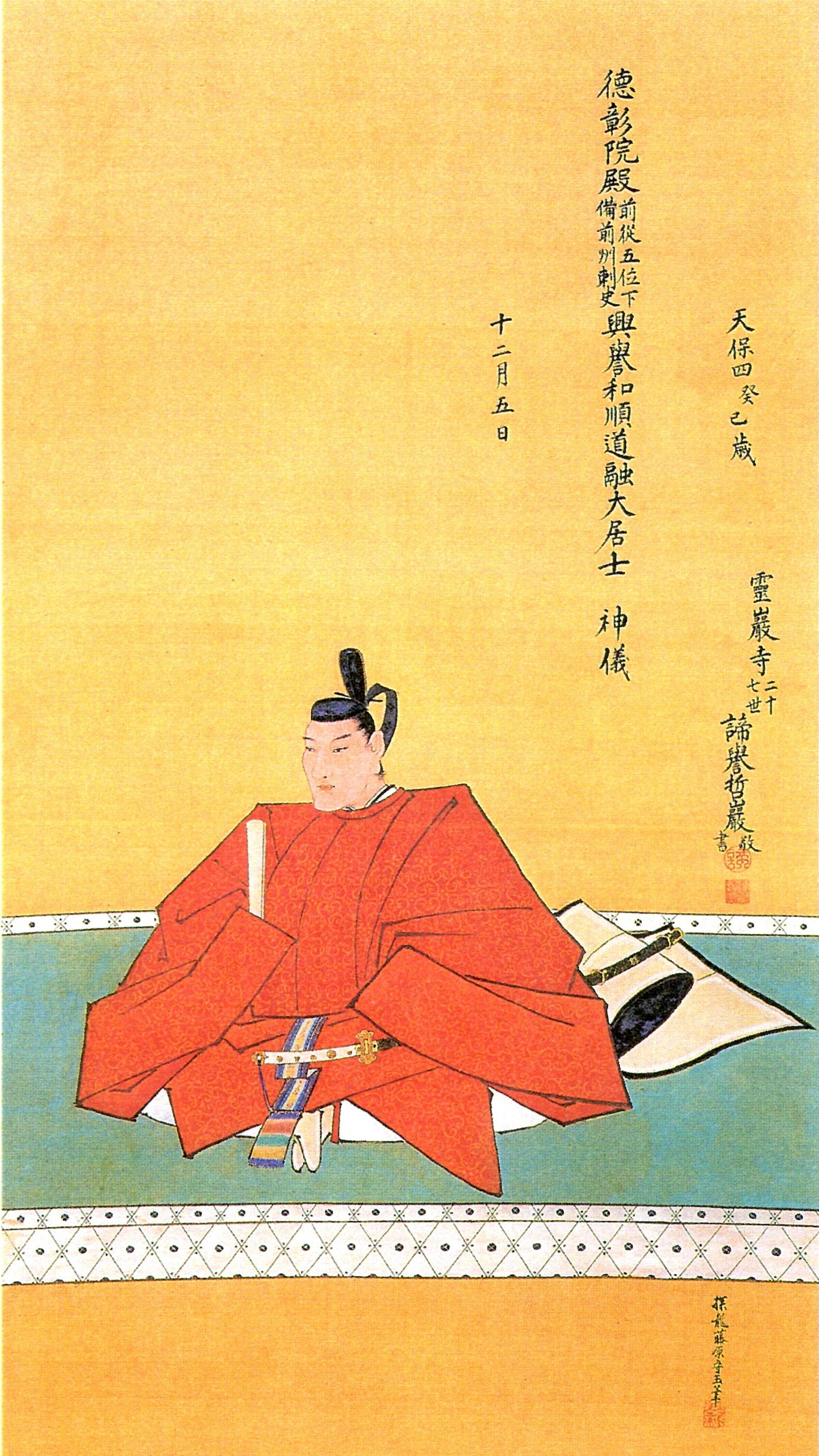
Кёгоку Такамасу, 8-й даймё Минэяма-хана

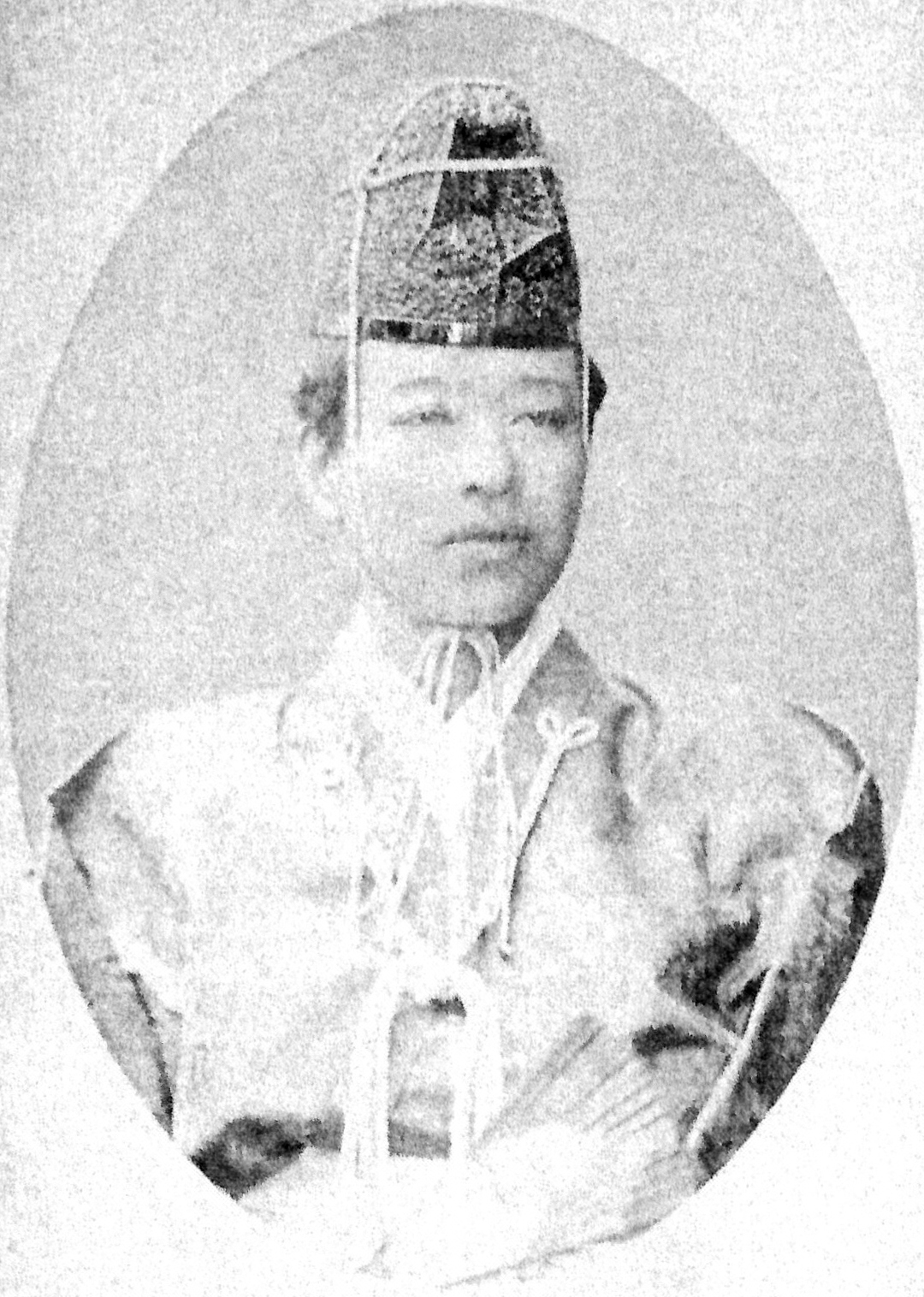
Кёгоку Такатоми, 11-й даймё Минэяма-хана

Княжество Минэяма (яп. 峯山藩 Минэяма-хан) — феодальное княжество (хан) в Японии периода Эдо (1622—1871). Минэяма-хан располагался в провинции Танго (современная префектура Киото) на острове Хонсю.

## История
Административный центр хана: Минэяма jin’ya в провинции Танго (современная префектура Киото). На протяжении всей истории княжеством управлял самурайский род Кёгоку.
В 1622 году Минэяма-хан был создан Кёгоку Такамити (1603—1665), сына Кучики Танецуны (1582—1662) и племянника Кёгоку Такамото (1572—1622), 1-го даймё Миядзу-хана. Его потомки управляли Минэяма-ханом вплоть до Реставрации Мэйдзи.

## Список даймё
- Род Кёгоку, 1622—1871 (тодзама; 10,000 коку)[1]

1. Кёгоку Тадамити (京極高通; 1603—1666), даймё Минэяма-хана (1622—1666), второй сын Кучики Танецуны (1582—1662) и приёмный сын Кёгоку Такамото, 1-го даймё Миядзу-хана[1]
2. Кёгоку Такатомо (京極高供; 1623—1674), даймё Минэяма-хана (1666—1674), старший сын предыдущего
3. Кёгоку Такааки (京極高明; 1660—1726), даймё Минэяма-хана (1674—1699), старший сын предыдущего
4. Кёгоку Такаюки (京極高之; 1678—1723), даймё Минэяма-хана (1699—1723), старший сын предыдущего
5. Кёгоку Таканага (京極高長; 1695—1769), даймё Минэяма-хана (1723—1765), приёмный сын предыдущего
6. Кёгоку Такахиса (京極高久; 1729—1808), даймё Минэяма-хана (1765—1808), приёмный сын предыдущего
7. Кёгоку Такамаса (京極高備; 1757—1835), даймё Минэяма-хана (1808—1832), старший сын предыдущего
8. Кёгоку Такамасу (京極高倍; 1808—1834), даймё Минэяма-хана (1832—1833), сын предыдущего
9. Кёгоку Такацунэ (京極高鎮; 1811—1834), даймё Минэяма-хана (1834), младший брат предыдущего
10. Кёгоку Такакагэ (京極高景; 1812—1863), даймё Минэяма-хана (1834—1849), приёмный сын предыдущего
11. Кёгоку Такатоми (京極高富; 1836—1889), даймё Минэяма-хана (1849—1868), старший сын предыдущего
12. Кёгоку Таканобу (京極高陳; 1838—1893), последний даймё Минэяма-хана (1868—1871), приёмный сын предыдущего.